# مادة حرارية
المادة الحرارية (أو الحرون) هي مادة لها درجة انصهار عالية قد تصل إلى 3500 درجة مئوية وهذا ما يجعلها تحتفظ بخواصها الفيزيائية والكيميائية المختلفة بشكل كبير عند درجات الحرارة العالية، بما يتيح استخدامها في التطبيقات المختلفة التي تعمل في هذا المدى من درجات الحرارة كالصناعات الميتالورجية وغيرها كصناعة الحديد والصلب وصناعة الأسمنت وسباكة النحاس والألومينيوم وصناعة الزجاج..الخ.
وتستخدم المواد الحرارية في هذه الصناعات بغرض التبطين الداخلي لأفران الصهر والمعالجة وتبطين أوعية نقل المعدن وخبث المعادن (كحلل الخبث والبواتق الوسيطة والكبيرة...)، وكذلك مداخن وأنابيب العوادم والغازات الساخنة المتولدة عن هذه الصناعات. والجداول والأشكال البيانية التالية توضح درجات حرارة الانصهار للعناصر والمركبات المختلفة.
الحراريات هي مواد تتحمل درجات الحرارة المرتفعة محتفظة بصلابتها. وطبقا لتعريف الجمعية الأمريكية لاختبار المواد (ASTM C71):«الحراريات مواد غير معدنية لها خواص فيزيائية وكيميائية تجعلها قابلة للاستخدام كعناصر في بيئة تتخطى درجة حرارتها 1000 درجة فهرنهايت (538 درجة مئوية)».
تستخدم الحراريات عادة كبطانة للأفران والمحارق والمفاعلات كما تستخم لصنع البوتقات.

## درجات انصهار الحراريات

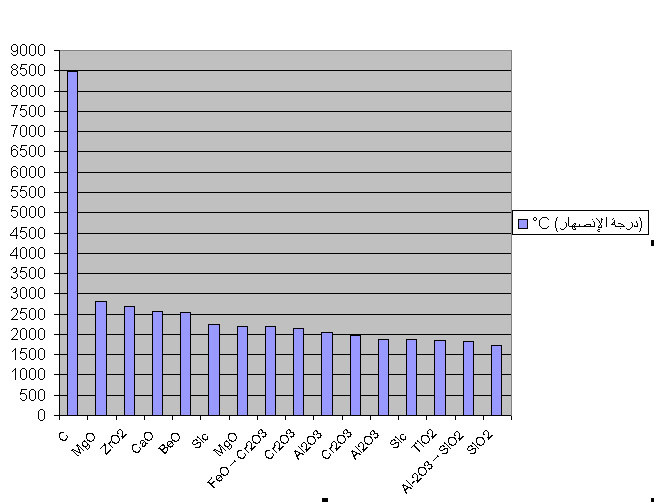
رسم بياني لدرجات الانصهار للمواد الحرارية المختلفة

| الرمز الكيميائي | العنصر         | درجة الانصهار مئوية |
| --------------- | -------------- | ------------------- |
| Cr2O3           | كروميد أكسيد   | 2137.8              |
| BeO             | بريليوم أكسيد  | 1454.4              |
| SiO2            | سيليكا         | 1715.6              |
| Al2O3 – SiO2    | كاولين         | 1815.6              |
| Al2O3           | الومينا        | 2048.9              |
| ZrO2            | زركونيا        | 2698.9              |
| MgO             | ماغنيسيا       | 2193.3              |
| CaO             | الجير          | 2571.1              |
| SiC             | سيليكون كاربيد | 2248.9              |

## مكونات الحراريات
والحراريات عبارة عن مواد طفيلية (طينية) أو سيراميكية (طينية محترقة) تكون من مركبات غير عضوية، بمعنى أنه تنقسم إلى شقين أحدهما أكسيد (أو أكسجين) والآخر عنصر معدني (كالمغانسيوم والكالسيوم والألومنيوم والكروم والزركونيوم والسيليكون... وغيرها)، ومن أمثلة المواد الحرارية: أكسيد المغنسيوم ويسمى بالمجنيزيا ، وأكسيد الألومنيوم ويسمى بالألومينا. ونلاحظ أن وجود شق الأكسيد (أو الأكسيجين) في هذه المركبات هو الذي يكسبها خواص العزل والتحمل الحراري العالية.
وأشهر الحراريات المستخدمة في مجال الصلب عادة ما تكون خليط من مادتين أو أكثر

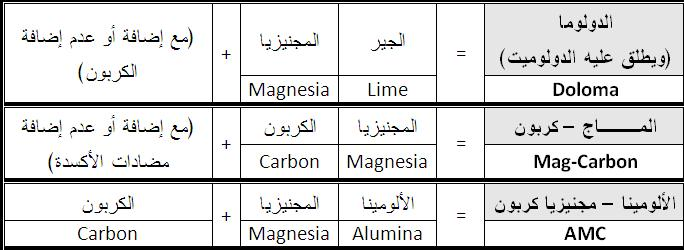
الحراريات المستخدمة في مجال الصلب

تكون المواد الحرارية مستقرة كيميائيا وفيزيائيا في درجات الحرارة العالية. كما تحتاج إلى أن تكون مقاومة للصدمة الحرارية، وخاملة كيميائيا، ولديها نطاقات محددة من الموصلية الحرارية ومعامل التمدد الحراري.
أهم المواد المستخدمة في صناعة الحراريات هي أكاسيد الألمنيوم (الألومينا)، والسيليكون (السيليكا) والمغنيسيوم (أكسيد المغنيسيوم) إلى جانب أكسيد الكالسيوم (الجير) الذي يوجد عادة في الحراريات.

ويكون اختيار المواد المسنخدمة وفقا لظروف التشغيل. بعض التطبيقات تتطلب موادا خاصة. فيستخدم الزركونيوم -مثلا- عندما يتطلب التشغيل موادا تتحمل درجات الحرارة العالية جدا. كربيد السيليكون والغرافيت أيضا من المواد المستخدمة في بعض ظروف درجة الحرارة الشديدة جدا، ولكن لا يمكن استخدامهما في وجود الأوكسجين، لأنهما سيتعرضان للأكسدة والحرق.
يمكن للمركبات الثنائية مثل كربيد التنغستن أو نيتريد البورون أن تكون مقاومة للحرارة جدا. أما كربيد الهافنيوم فهو المركب الثنائي الحراري الأشهر، وهو ذو درجة انصهار 3890 درجة مئوية. والمركب الثلاثي كربيد تنتالوم الهافنيوم هو صاحب أعلى نقطة انصهار في كل المركبات المعروفة. (4215 درجة مئوية).

## خواص المواد الحرارية
- القدرة على تحمل درجات الحرارة العالية دون أن تنصهر.
- القدرة على تحمل درجات الحرارة العالية دون أن تتغير خواصها.
- القدرة على تحمل التغيرات الفجائية في درجات الحرارة.
- القدرة على تحمل تأثيرات المعدن المنصهر والخبث والغازات والعوادم الساخنة... الخ.
- القدرة على تحمل الأحمال الكبيرة والتآكل والنحر في الحرارة العالية دون أن تنهار.
- أن يكون لها معامل تمدد حراري منخفض.
- أن يكون لها قابلية عالية في الاحتفاظ بالحرارة دون فقدها.

## تصنيف المواد الحرارية
وهناك تصنيفات متنوعة للحراريات، فإذا صنفناها على حسب الشكل الفيزيائي، فنجد أنها إما أن تكون:
- مشكلة (بالإنجليزية: Shaped): كالطوب الحراري (بالإنجليزية: Refractory Bricks) والـ (Porous Plug) والـ (Target Box) وألواح أنظمة الفتح والغلق بالبواتق الكبيرة (S/G-Plates) والوسيطة (CNC-Nozzles) والأفران (EBT – Block & Sleeve) وبلوكات صب المعدن ونفخ الأرجون الـ (S/G Well Block & P.P Block).
- غير مشكلة أو سائبة (Unshaped): كمواد الحشو والرش والتبطين والربط السائبة المتنوعة مثل:
- TD-Coating
- Gunning
- Mortar
- Spraying
- Ramming
- Castable materials
- TD-Monolithic
- Fettling
- Chromite & EBT Sands

## تصنيف المواد الحرارية على حسب تركيبها الكيميائي

### الحراريات الحامضية
وهذه المركبات تتمتع بثبات كيميائي (لا تتآكل كيميائيا) إذا تم استخدامها في وجود الخبث الحمضي (المركبات المتحدة في نوعها تتنافر ولا تتفاعل بينما المختلفة تتفاعل معا تماما بنفس فكرة الأقطاب المغناطيسية حيث الأقطاب المتشابهة تتنافر والأقطاب المختلفة تتجاذب لذلك في حالة وجود خبث حامضي يفضل استخدام حراريات حامضية والعكس).
والصيغة الكيميائية العامة للمواد الخام الحرارية ذات الطبيعة الحامضية هي: RO2 أي أنها تتكون من اتحاد ذرة واحدة من العنصر المعدني مع ذرتين من الأكسيجين ومنها على سبيل المثال: السيليكا (SiO2) والزركونيا (ZrO2) وسيليكات الألومينا (Al2O32SiO2.H2O).

### الحراريات المتعادلة
وهذه المركبات تتمتع بثبات كيميائي (لا تتآكل كيميائيا) سواء إذا تم استخدامها في وجود الخبث القاعدي أو الخبث الحامضي. والصيغة الكيميائية العامة للمواد الخام الحرارية ذات الطبيعة المتعادلة هي: R2O3 أي أنها تتكون من اتحاد ذرتان من العنصر المعدني مع ثلاث ذرات من الأكسيجين. ومن أشهرها على سبيل المثال: الألومينا (Al2O3)، والكرومات (Cr2O3).
| النوع   | الصيغة العامة | التطبيق                        | أمثلة         |
| ------- | ------------- | ------------------------------ | ------------- |
| حامضية  | RO2           | في وجود الخبث الحامضي          | ZrO2 - SiO2   |
| قاعدية  | RO            | في وجود الخبث القاعدي          | MgO - CaO     |
| متعادلة | R2O3          | في وجود الخبث الحامضي والقاعدي | Cr2O3 - Al2O3 |

| المادة                      | الرمز       | التصنيف        | التطبيق                      | المزايا                                                         | العيوب                                                     |
| --------------------------- | ----------- | -------------- | ---------------------------- | --------------------------------------------------------------- | ---------------------------------------------------------- |
| المجنيزيا                   | MgO         | قاعدي          | Slag line                    | تحمل حراري عالي، مقاومة الخبث القاعدي                           | تحمل ميكانيكي متواضع                                       |
| المجنيزيا – كربون           | MgO. C      | قاعدي – متعادل | Bottom-Slag line – Side wall | تحمل حراري عالي، مقاومة الخبث والقاعدي، مقاومة تخلل الخبث       | مقاومة منخفضة في ظروف الأكسدة                              |
| الألومينا                   | Al2O3       | متعادل         | Bottom – Side wall           | تحمل ميكانيكي عالي، مقاومة الخبث القاعدى والحامضي               | تحمل حراري متواضع، مقاومة متواضعة للخبث الحامضي (السيليكا) |
| الزركونيا                   | ZrO2        | حامضي          | CNC – Nozzle Bore            | تحمل حراري عالي، مقاومة الخبث القاعدي والحامضي                  | تآكل شديد نتيجة الخبث القاعدي                              |
| الألومينا – مجنيزيا – كربون | Al2O3.MgO.C | قاعدي – متعادل | Impact Area – Side Wall      | تحمل حراري عالي، تحمل ميكانيكي عالي، مقاومة عالية للنحر         | مقاومة متواضعة للخبث الحامضي (السيليكا)                    |
| الدولوميت – كربون           | MgO.CaO.C   | قاعدي – متعادل | Bottom – Side Wall           | مقاومة تخلل الخبث قليل أكسيد الحديد والقاعدى، تحمل ميكانيكي جيد | قابلية التحلل، مقاومة منخفضة لخبث الألومينا                |

## التآكل في الحراريات
التآكل في الحراريات يرجع إلى عده أسباب منها التآكل الكيميائي والتآكل فيزيائي (ميكانيكى) وعدة أسباب أخرى

### التآكل الكيميائي
وغالباً ما يكون بفعل المركبات الحامضية بالخبث (وأشهرها السيليكا).

### التآكل الفيزيائي (الميكانيكي)
وغالبا ما يكون بفعل:
- دوامات التقليب بالغاز.
- دوامات المعدن أثناء الصب.
- صدمة المعدن لحظة بداية الصب.

### أسباب أخرى لتآكل الحراريات
أكسدة الكربون الموجودة في تركيب الحراريات نفسها: وهذا يحدث غالباً نتيجة طول فترة تسخين البواتق حديثة البناء تحت المسخن قبل دخولها للتشغيل.
- الصدمة الحرارية: وغالباً ما يكون بسبب انخفاض حرارة البواتق بشكل سريع ومفاجئ وذلك نتيجة:
- استدعاء البوتقة قبل موعد صب الفرن بوقت كبير أو تأخر الصب نتيجة عطل ما.
- تبريد البوتقة بشكل غير صحيح بغرض تغيير البلوكات أو عمل عمرة جزئية للحراريات.
- الإشعاعات والانبعاثات الناشئة عن القوس الكهربي: كما في فرن القوس الكهربي وفرن البوتقة.
- الحرارة العالية للخبث: وأيضاً يحدث ذلك في فرن القوس الكهربي وفرن البوتقة.

## التأثيرات التي تقع على المواد الحرارية في صناعة الصلب
تتعرض لتأثيرات عديدة، هذه التأثيرات تساهم بشكل كبير في مدى قدرتها على تحمل ظروف التشغيل المختلفة ويمكن حصر هذه التأثيرات في ثلاثة أقسام رئيسية:

### تأثيرات حرارية
وينشأ نتيجة للتعرض لدرجات الحرارة العالية سواء للمعدن المنصهر أو للخبث وذلك خلال الأفران والبواتق الوسيطة والكبيرة وبالطبع نعلم أن درجة حرارة الخبث تكون أعلى من درجة حرارة المعدن بمقدار لا يقل عن 50 درجة على الأقل نظرا لاحتواء الخبث على مركبات وأكاسيد درجة انصهارها أعلى من درجة انصهار الحديد والعناصر الأخرى المكونة لسبيكة الصلب.
كذلك التعرض لموجات من الانخفاض والارتفاع المفاجئ في درجات الحرارة نتيجة لإجراء عمليات التسخين والتبريد بطريقة غير سليمة.

### تأثيرات كيميائية
كالتآكل الحادث بفعل المركبات الأكسيدية (الحمضية غالبا، كالسيليكا على سبيل المثال) في الخبث، كذلك التآكل الحادث نتيجة وجود عناصر أو شوائب ضارة خلال الشحنة المعدنية للأفران (خصوصاً خلال الخردة) كالرصاص على سبيل المثال.

### تأثيرات ميكانيكية
كالتآكل بفعل الصدمات الميكانيكية للشحنة الصلبة أثناء شحن السلات بالفرن وللمعدن المنصهر أثناء صبه من الفرن في البوتقة الكبيرة وأثناء نزوله من البوتقة الكبيرة إلى البوتقة الوسيطة في مرحلة الصب المستمر، وكذلك النحر الناشئ عن دوامات المعدن أثناء تقليبه بغاز الآرجون خلال المعالجة في فرن البوتقة أو دوامات المعدن المصبوب خلال فتحة الصب السفلية للفرن أو البوتقة الكبيرة.
وهذا يعنى أن المناطق التي تتعرض للخبث يجب أن تتحمل التاثيرات الحرارية (وكذلك الكيميائية) بشكل أكبر من المناطق التي تتعرض للمعدن المنصهر، وعلى العكس فالمناطق المتعرضة للمعدن المنصهر والتي غالباً ما تكون في الأجزاء السفلية للفرن والبواتق الكبيرة والوسيطة وكذلك القاع لذا يجب أن تتحمل التأثيرات الميكانيكية بشكل أكبر.

### التأثيرات الحرارية على الحراريات
والحراريات تتأثر بشكل كبير بالصدمات الحرارية، والصدمات الحرارية تحدث نتيجة التغير المفاجئ والسريع في درجات الحرارة وهذا يؤدي إلى تقصف وتشرخ السطوح الخارجية للحراريات بشكل خاص ولكن من الممكن تقلل ذلك عن طريق:
- عمل تسخين مبدئي جيد ومناسب للحراريات.
- تكوين طبقة حماية من الخبث.
- تنظيم دورة تداول الحراريات في التشغيل والحفاظ عليها من الصدمات الحرارية.

التسخين المبدئي للحراريات:
- البواتق الباردة يجب تسخينها مبدئياً في الوضع قائماً باستخدام مسخن رأسي (بحيث تكون غير مائلة).
- المسخن المستخدم يجب أن يحقق تسخين 600 درجة مئوية خلال 6 ساعات على الأكثر.
- بعد التسخين الرأسي يجب أن يتم نقل البوتقة سريعاً إلى المسخن الأفقي أو إلى منطقة تجهيز البوابة المنزلقة ثم استكمال التسخين مرة أخرى.
- معدل تسخين الخبث لا يجب أن يزيد عن 110 درجة مئوية في الساعة.
- درجة حرارة التسخين النهائية لا تزيد عن 1100 درجة مئوية.
- يتم عمل احتفاظ بدرجة حرارة التسخين النهائية لمدة 4 ساعات وبعدها تكون البوتقة جاهزة للاستخدام.
- الحد الأقصى لزمن الاحتفاظ بالبوتقة عند درجة حرارة التسخين النهائية عن 8 ساعات

## الدولوميت والدولوما
الدولوميت عبارة عن صخور طبيعية مركبة من كربونات كالسيوم مع كربونات مغنسيوم ويأخذ الرمز CaCO3. MgCO3
وعندما يتم كلسنة (تسخين) هذه الكربونات تتحلل حرارياً، وتتحول إلى ما يسمى بالدولوما ويأخذ الرمز CaO.MgO
وذلك عن طريق التفاعل التالي:

CaCo3.MgCO3 (Dolomite) + Heat → CaO. MgO (Doloma) + 2CO2

وكثير من دول العالم نجحت الآن في استخدام الدولوما في بناء حراريات البواتق الكبيرة وذلك في حالة إنتاج الصلب المقتول من الأكسجين باستخدام السليكون – ويسمى بالـ Silicon Killed Steel – نتيجة لتلك الظاهرة التي ينتج عنها طبقة سيليكات الكالسيوم والتي تحمي طبقة الحراريات من تأثير الخبث الضار. لذا فإن الدولوما تتميز بثبات كيميائي عالي وتحمل حراري عالي (درجة انصهارها أعلى من الألومينا والسيليكا....)، كما أنها ذات مقاومة عالية للتأثيرات الكيميائية للخبث نظراً لاحتوائها على نسبة عالية من الجير CaO.

## التسخين المبدئي للحراريات واهميته

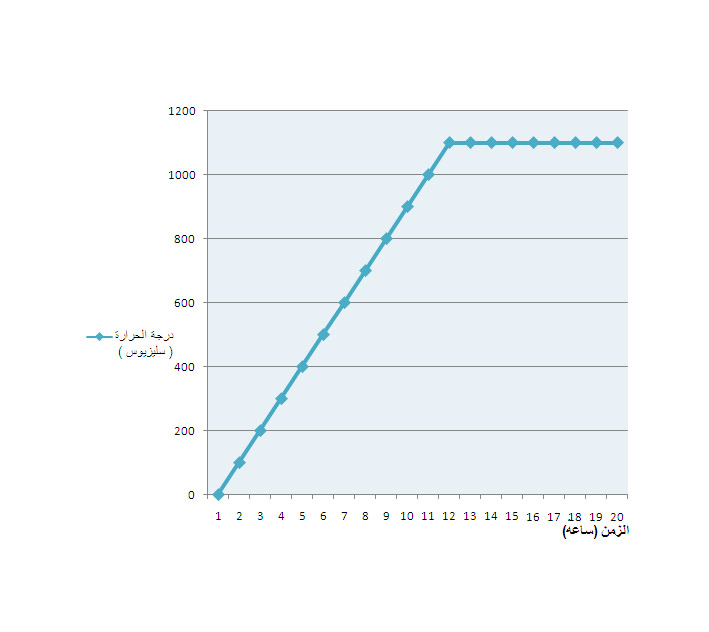
علاقه بين عدد ساعات التسخين ودرجات الحرارة

كل أنواع الحراريات التي تكون نوعية الرابطة بها رابطة كربونية (وليست رابطة سيراميكية) لها مقاومة عالية للصدمات الحرارية أثناء التسخين المبدئي ولكن التسخين الزائد عن اللازم يؤدي إلى أكسدة الكربون من الطبقات السطحية للبطانة الحرارية انظر الشكل التالي:

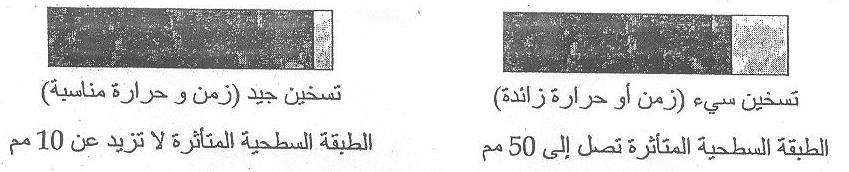
التسخين وتأثيره

وهذه الطبقات السطحية المتأثرة تكون سهلة التقصف مع بدء التشغيل لذا فإنه من الضروري تقليل سمك هذه الطبقة قدر المستطاع لحماية البطانة الحرارية من التقصف والتآكل السريع أثناء التشغيل.
بعد انتهاء التسخين المبدئي للبوتقة يتم تجهيزها للتشغيل مباشرة أما إذا لم يكن هناك حاجة إلى استخدامها في الوقت الحالى مباشرة فإنه يكون من الأفضل إدخال البوتقة في التشغيل لصبة أو صبتين ثم يتم إعادتها تحت المسخن في وضع الاستعداد (وهذه الطريقة تؤدي إلى تقليل المسام السطحية للبطانة وبالتالي تقليل فرص تأكسد الكربون من الطبقة السطحية للبطانة).
ومن الأفضل أنه بمجرد انتهاء البوتقة من برنامج التسخين أن يتم إدخالها في التشغيل مباشرة ويمكن تحقيق ذلك عن طريق تقليل عدد البواتق الداخلة في دورة التشغيل قدر الإمكان.
ويجب تغطية البواتق المسخنة دائماً فأثناء الصب المستمر يتم تغطيتها بغطاء محكم وأثناء تجهيزها يتم وضعها خلف الواقي الحراري Heat Shield لحين الانتهاء من التجهيز.
وفي حالة دخول البوتقة لعمل صيانة أو عمرة جزئية فإنه لا يسمح بتبريد البوتقة في الوضع الأفقي خوفاً من انهيار أو تساقط الطوب أثناء التبريد.
وأخيراً يجب أن يتم التأكد من سلامة وانتظام أداء المسخنات ومراجعة برامج التسخين بشكل دائم ومستمر.

### التغير الحجمي للمواد الحرارية:
المواد الحرارية قد تتعرض للانهيار نتيجة للتغيرات المفاجئة في الحجم ونلاحظ أن هذا التمدد أو الانكماش الفجائي الذي قد يحدث يكون نتيجة لأحد الأسباب التالية:
- التفاعلات الكيميائية التي يتولد عنها مركبات كيميائية جديدة لها كثافات مختلفة وبالتالي لها حجوم مختلفة عن المتفاعلات الأصلية.
- التحول من الصورة الصلبة إلى السائلة (الانصهار) أو العكس (التجمد والتصلب).
- تفاعلات التلبيد (Sintering) أو شبه الانصهار.
- التغيرات والتحولات الطورية في التركيب البنائي للمادة.

### التأثيرات الكيميائية على الحراريات تأثير الخبث (Slag Effect):
البطانة الحرارية لها عمر محدود، هذا العمر يتوقف مداه على مقدار التعرض للتأثيرات الثلاثة (الكيميائية – الميكانيكية - الحرارية)، ولأن صناعة الصلب لا يمكنها الاستغناء عن هذه العوامل، فإن ما علينا فقط هو التحكم الجيد لتقنين مقدار تأثير كل منها على الحراريات وتقليلها قدر الإمكان. وسنركز الحديث هنا حول التعرضات الكيميائية (والتي تعني في المقام الأول الخبث) وكيفية التحكم فيها للحد من تأثيرها السلبي على عمر وأداء الحراريات في صناعة الصلب.
هناك جملة شهيرة جداً في مجال صناعة الصلب:
«اصنع الخبث أولاً، ثم أصنع الصلب» بالانكليزية: Make the slag first and then make the steel.
والخبث ما هو إلا خليط من الأكاسيد التي تطفو على سطح الصلب المصهور، هذا الخليط إما أن يكون سائلاً مصهوراً أو أن يكون متجمداً صلباً أو أن يكون متوسطاً بين اللزوجة والسيولة. هذه الأكاسيد التي يتكون منها الخبث تأتي عن طريق أتربة الخردة وشوائب حديد الاختزال المباشر DRI وكذلك نواتج تفاعلات أكسدة بعض العناصر المعدنية بين الصلب المنصهر والإضافات.
والخبث جزء حيوي في صناعة الصلب وهو ضروري لتحسين جودة الصلب المنتج وزيادة الإنتاجية وتوفير وقت وتكلفة الإنتاج فهو بمثابة قطعة من الإسفنج توضع لامتصاص قطرات الماء المتساقطة على منضدة خشبية، كذلك الخبث يتكون على سطح الصلب المنصهر ليمتص الشوائب والعناصر غير المرغوب فيها من المعدن.
فالخبث الجيد (الرغوى أو الفوار) يقلل من زمن الإنتاج ويقلل من تكلفته نتيجة لتقليل استهلاك الإضافات والإلكترودات وكذلك البطانة الحرارية حيث يساعد على حمايتها من التآكل بمعنى أن الخبث يقوم بالمهام التالية:
1. يغطى القوس المنبعث من الإلكترودات وهذا يتيح سرعة صهر أكبر علاوة على حماية الحراريات.
2. امتصاص الشوائب ونواتج الأكسدة من مصهور المعدن.
3. إزالة الفسفور (في فرن القوس الكهربي) والكبريت (في فرن البوتقة).
4. تقليص احتمالية التقاط مصهور المعدن للنيتروجين أو الهيدروجين.
5. منع ارتداد نواتج الأكسدة أو إعادة تأكسد الحديد بفعل الأكسجين مرة أخرى في صورة FeO.
6. مساعدة المصهور المعدني في الاحتفاظ بحرارته وعدم فقدها في الجو المحيط أو خلال البطانة الحرارية.

ما هي مصادر الخبث في فرن القوس الكهربي وفرن البوتقة؟

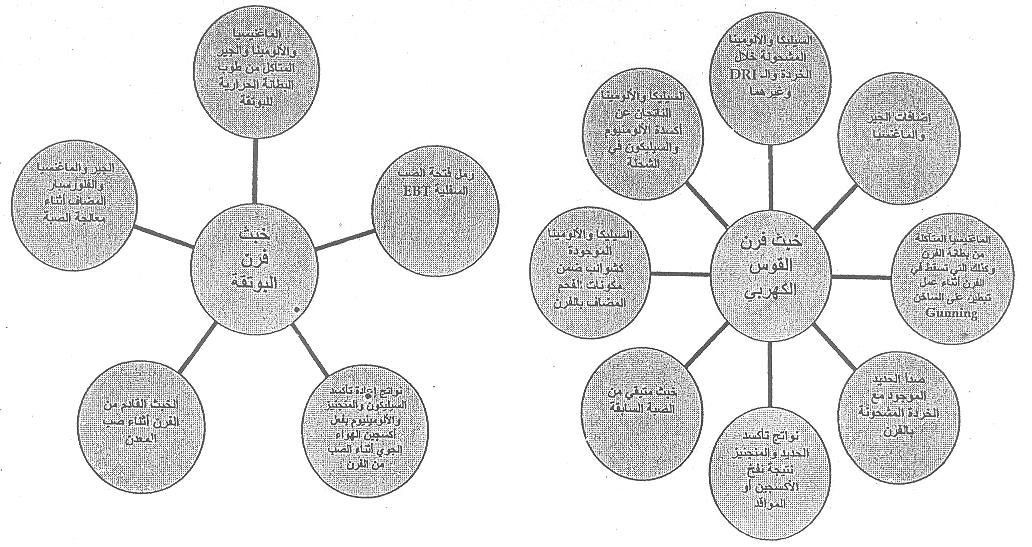
مصادر الخبث في فرن القوس الكهربي وفرن البوتقة

## الخبث في فرن البوتقة
يظل الخبث المنصهر يخترق ويتوغل في طوب البطانة الحرارية حتى يحدث أحد أمرين:
- يتجمد هذا الخبث بعد توغله إلى مسافة معينة في جسم الطوبة هذا التجمد يكون نتيجة انخفاض درجة الحرارة بعد قطع هذه المسافة.
- يتفاعل هذا الخبث مع بعض مكونات الطوبة بحيث تتكون نواتج صلبة تقوم بغلق مسام الطوبة وبالتالي تحد من هذا التوغل في باقي البطانة الحرارية وهذا هو بالفعل ما يحدث في حالة طوب الدولوما (مع الخبث المعالج بالسيليكون فقط Silicon Killed Slag أما في حالة الخبث المعالج بالألومينيوم فلا يحدث فيه هذا التفاعل).

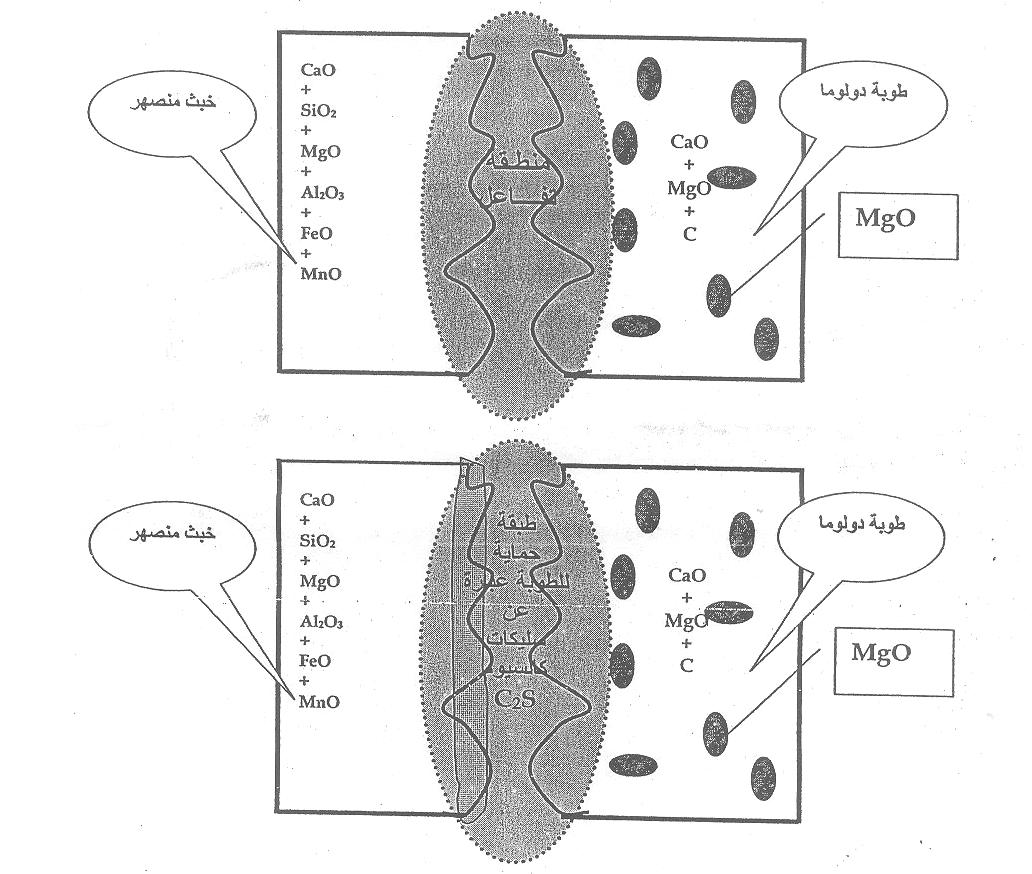
التفاعل الحادث بين طوب الدولوما وطبقة الخبث

والشكل السابق يوضح التفاعل الحادث بين طوب الدولوما وطبقة الخبث (المعالج بالسيليكا) الملامسة لسطح الطوبة الخارجي ويتضح من الشكل تكون السيليكات C2S والتي تكون ذات درجة انصهار عالية (أكبر من 2000 درجة مئوية) أي أن هذه السيليكات صعبة الانصهار في مدى درجة حرارة تشغيل فرن القوس الكهربي أو فرن البوتقة والتي لا تزيد غالباً عن 1650 درجة مئوية. وبالتالي تشكل هذه السيليكات طبقة حماية متجمدة على سطح طوبة الدولوما تحول دون المزيد من التآكل في البطانة الحرارية إلا إذا تغيرت ظروف هذا التفاعل مرة أخرى لسبب من الأسباب (كتغير مدى درجة الحرارة أو مشاركة عناصر ومركبات أخرى أو تغير تركيزات العناصر المشاركة في التفاعل بشكل يعيق إتمام التفاعل الخاص بتكوين هذه الطبقة من السيليكات... الخ).

### المكونات الأساسية للخبث
| الرمز | المركب         | درجة انصهاره (مئوية) | طبيعته ودوره                                                                                               |
| ----- | -------------- | -------------------- | --- |
| Mgo   | الماغنيسيا     | 2800                 | وهي أكاسيد مفيدة للحراريات حيث تحسن من قاعدية الخبث وتقلل من سيولته                                        |
| CaO   | الجير المحروق  | 2572                 | وهي أكاسيد مفيدة للحراريات حيث تحسن من قاعدية الخبث وتقلل من سيولته                                        |
| Al2O3 | الالومنيا      | 2030                 | أكسيد متعادل                                                                                               |
| MnO   | أكسيد المنجنيز | 1850                 | وهي أكاسيد محفزة لتكوين الخبث ولكنها في نفس الوقت ضارة بالحراريات حيث تقلل من قاعدية الخبث وتزيد من سيولته |
| SiO2  | السيليكا       | 1720                 | وهي أكاسيد محفزة لتكوين الخبث ولكنها في نفس الوقت ضارة بالحراريات حيث تقلل من قاعدية الخبث وتزيد من سيولته |
| CaF2  | الفلورسبار     | 1420                 | وهي أكاسيد محفزة لتكوين الخبث ولكنها في نفس الوقت ضارة بالحراريات حيث تقلل من قاعدية الخبث وتزيد من سيولته |
| FeO   | أكسيد الحديد   | 1370                 | وهي أكاسيد محفزة لتكوين الخبث ولكنها في نفس الوقت ضارة بالحراريات حيث تقلل من قاعدية الخبث وتزيد من سيولته |

ونحتاج إلى تكوين خليط متزن من الـ (Fluxing Oxides & Refractory Oxides) بمعنى الحصول على خبث متوازن بينهما (Balanced Slag) وذلك لتحقيق الغرضين الأساسيين ألا وهما:
- الأول: تحسين الظروف الميتالورجية لإنتاج صلب بالجودة المطلوبة.
- الثاني: حماية البطانة الحرارية.

ويقصد بالخبث المتوازن هو ذلك الخبث الذي يكون ذو درجة سيولة متوسطة كما أنه متشبع بالجير و/أو الماغنيسيا (انظر بالشكل التالي):

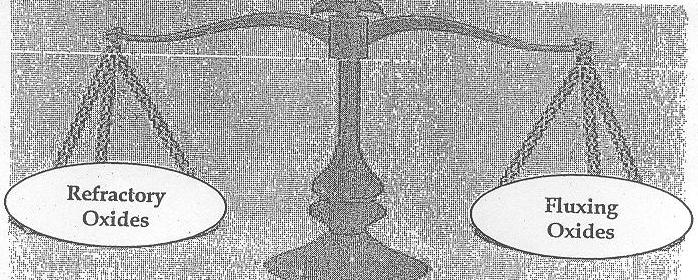
الخبث المتوازن

### اسباب تكون الخبث غير المتوازن
يتكون في إحدى حالتين
الأولى: أن تكون نسبة الـ Refractory Oxides عالية (أكبر من ضعف نسبة الـ Fluxing Oxides) وهذا يعنى أن الخبث المتكون ذو درجة لزوجة عالية جداً Crusty وأحياناً يكون صلباً أو متجمداً وهذا الخبث يكون جيد بالنسبة للحراريات ولكنه سئ بالنسبة لجودة الصلب المنتج وذلك لأنه:
- يسبب صعوبة في عملية التغذية بالإضافات في البوتقة.
- يسبب صعوبة في عملية إزالة الكبريت من المعدن.
- يصعب إزالة الخبث المتبقي في البوتقة بعد انتهاء الصب على ماكينة الصب انظر الشكل التالي:

الثانية: أن تكون نسبة الـ Fluxing Oxides عالية (أكبر من نصف نسبة الـ Refractory Oxides) وهذا يعنى أن الخبث المتكون ذو درجة سيولة عالية Watery وهذا الخبث ينتج إما بسبب زيادة كمية الفلورسبار المضاف – والذي يزيد من سيولة الخبث – أو بسبب عدم قتل الصبة من الأكسجين بشكل جيد (والذي يتم عن طريق إضافات الفيرو سبائك) هذا النوع من الخبث ضار جداً بالنسبة للحراريات نظراً لسيولته العالية وانخفاض درجة قاعديته انظر الشكل التالي:

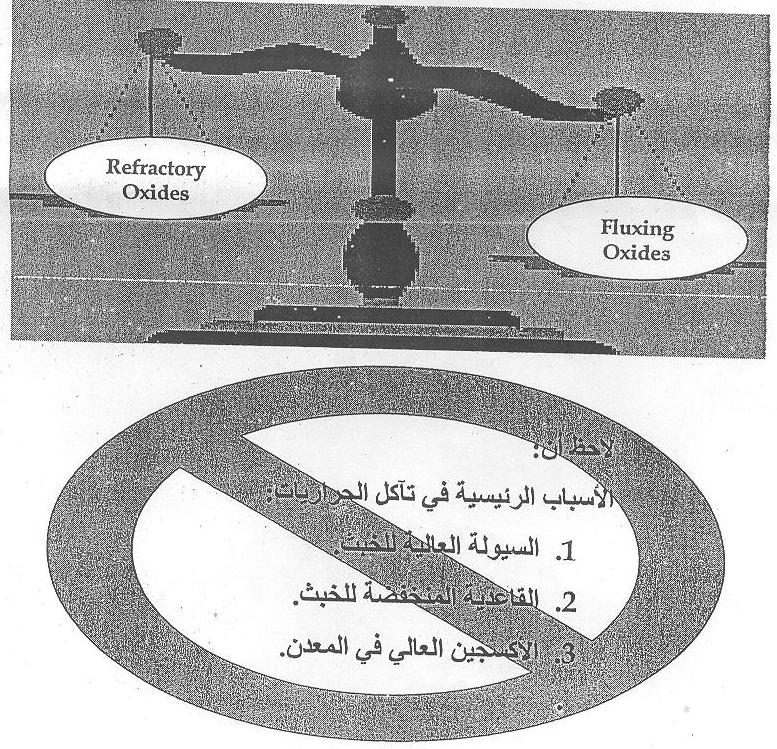
الأسباب الرئيسية في تآكل الحراريات

### أهمية الخبث الفوار في صناعة الصلب
عملية تكوين الخبث الفوار تعتبر أحد أهم الخطوات الخاصة بصناعة الصلب عن طريق أفران القوس الكهربي وذلك لأنه يوفر المزايا التالية:
- امتصاص الإشعاع الناشئ عن القوس الكهربي وهذا يعنى:

1. معدل وكفاءة صهر أعلى وبالتالي استهلاك طاقة أقل.
2. زمن تغيير درجة الحرارة اقل.
3. حماية أعلى لخزن التبريد والحراريات.
4. إمكانية العمل على قوس كهربي طويل لزمن أكبر.

- زيادة متوسط طاقة التشغيل Avg. Operating Power وهذا يعنى

1. استغلال أقصى طاقة ممكنة للمحول الكهربي.
2. استقرار أكبر للقوس الكهربي وبالتالي تقليل الطاقة الغير فعالة Re-Active Power.

- تقليب أسرع للمعدن والخبث وهذا يعنى

1. زيادة معدل التنقية.
2. صهر أسرع للخردة.
3. تجانس كيميائي وحراري أعلى.
4. تنقية المصهور من الهيدروجين والنيتروجين.

- تقليل الضوضاء والاهتزازات الكهربية.
- معدل استهلاك إلكترودات أقل وذلك عن طريق

1. توفير جو غنى بالـ CO.
2. تقليل التيارات الكهربية للأقواس الكهربية العالية High Arcs.

- تحسين ناتج المصهور المعدني وبالتالي رفع قيمة العائد عن طريق التخلص من نسبة عالية من أكاسيد الحديد.

### مكونات الخبث الفوار
لكي يتكون الخبث الفوار يجب أن يحدث أمرين:
•	تفاعلات كيميائية ينتج عنها فقاعات غازية.
•	درجة لزوجة خبث مناسبة تسمح بحبس هذه الفقاعات في طبقة الخبث لإحداث الرغوة أو الفوران.
وتنتج فقاعات الغاز عن طريق التفاعلات التالية
FeO		+	C	→	Fe	+	CO
O2 		+ 	2C	→	2CO
وهذه التفاعلات ينتج عنها غاز الـ CO ونتيجة لأن الخبث (فوق مشبع بنسبة من 1.5 إلى 2%) بالماغنيسيا فإنه ذو درجة لزوجة جيدة تسمح بحبس هذه الغازات، والتي تتراكم ويتزايد حجمها تحت طبقة الخبث حتى تتكون الرغوة Foam أو الفوران فالخبث الرغوي هو جلخ يحتوى على نسبة مرتفعة من الـCO CaO, FeO,.

### العوامل التي تؤثر في خصائص الخبث الفوار
الخبث الفوار أو الرغوي عبارة عن فقاعات صغيرة غير مستقرة من غاز الـ CO تدخل في طبقة الخبث وكلما زادت نسبة حجوم الغازات المحبوسة داخل الخبث فإن قابليته للفوران تصبح أعلى ويسمى في هذه الحالة (خبث فوار Foamy Slag) وفي هذه الحالة تتراوح نسبة هذه الغازات من 60 إلى 80% من حجم الخبث الكلي، اما إذا كانت أقل من ذلك فإننا نطلق على الخبث في هذه الحالة اسم Emulsion ويمتاز الخبث الفوار بغشاء أو طبقة قوية متماسكة بشكل أكبر بحيث تجعل حركة فقاعات الغاز المحبوسة صعبة وبطيئة.
إذا زادت نسبة الكربون في المعدن المنصهر عن 0.15% فإن الخبث الفوار يتكون تلقائياً نتيجة أكسدة الكربون في صورة فقاعات من غاز الـ CO أما إذا قلت نسبة الكربون عن ذلك فإننا نحتاج إلى إضافة الكربون مع الأكسجين عن طريق الحواقن لتحفيز تفاعل أكسدة الكربون.
أي أن هناك نوعان من تفاعلات أكسدة الكربون للحصول على الـ CO وبالتالي لتكوين الخبث الفوار كما يلي:
- عن طريق الحواقن ويحدث في طبقة الخبث في حالة نسبة كربون اقل أو تساوى 0.15%
- عن طريق الكربون الذائب بالمصهور المعدني في حالة نسبة كربون اقل أو تساوى 0.15%

### الظروف الملائمة لتكوين الخبث الفوار
- نسبة محتوى الـ FeO يجب أن تكون ما بين 10 إلى 15% ويلاحظ أنه إذا زادت نسبة الـ FeO في الخبث عن هذا المدى فإن درجة انصهاره تصير أعلى وبالتالي تزداد درجة سيولته بشكل كبير وبالتالي يسبب تأثيراً سيئاً على حالة الحراريات في منطقة الخبث كما أنه إذا قلت نسبة الـ FeO في الخبث عن هذا المدى فإن قيمة العائد تصبح أقل (فالـFeO مهم في عملية إزالة الفسفور).

-	يفضل أن يكون التركيب الكيميائي للخبث كما يلي:
- FeO	من 20 % إلى 35 %
- CaO	من 30 % إلى 40 %
- SiO2 من 15 % إلى 18 %
- MgO	من 7 % إلى 10 %
- Al2O3	من 5 % إلى 10 %
- MnO	من 4 % إلى 9 %

-	يفضل أن يميل الخبث إلى القاعدية بحيث يكون نسبة مجموع الأكاسيد القاعدية إلى الأكاسيد الحامضية (الضعف) على الأقل وهذه النسبة تسمى (القاعدية Basicity)	بحيث تتراوح قيمتها ما بين 1.8 إلى 2.2 فزيادة القاعدية عن 2.2 يعنى زيادة لزوجة الخبث بشكل كبير وبالتالي تقييد حركة الفقاعات الغازية خلال طبقة الخبث وهذا يفقدها دورها ونقص القاعدية عن 1.8 يزيد من سيولة الخبث ويزيد من حامضيته وبالتالي يضر بحراريات الفرن كما أنه يسهل هروب فقاعات الغاز من طبقة الخبث ويفقدها أيضاً دورها.
-	يفضل أن تكون درجة حرارة الخبث ما بين 1580 وحتى 1600 مئوية فزيادتها عن 1600 تزيد من سيولته ونقصها عن 1580 تزيد من لزوجته.
-	يفضل أن يكون محتوى الكربون من 0.1% حتى 0.15% ويمكن التحكم في هذه النسبة أثناء إضافة الكوك.
-	يفضل أن يكون اختراق الأكسجين جيداً في طبقة الخبث والمصهور المعدني.
-	يفضل المحافظة على نسبة الأكسجين إلى الكربون أثناء الحقن عند (0.6:1).
الخبث في فرن البوتقة:
في فرن البوتقة (انظر واسمع جيداً) فخبث البوتقة يشارك ويؤثر في عمليات فرن البوتقة التالية:
1. ضبط التركيب الكيميائي فالإضافات لا يمكنها اختراق الخبث المتجمد الصلب.
2. ضبط درجة الحرارة ففي حالة الخبث السائل يكون الفقد الحراري أسرع.
3. عمليات اختزال الخبث والمعدن فطبيعة الخبث تحدد درجة عائد إضافات الفيروسبائك.
4. تنقية المعدن من الشوائب فالخبث الجيد Creamy يمتص الكبريت والشوائب أو المتخللات الأخرى الذائبة بصورة أفضل من الخبث السائل Watery.
5. حماية الحراريات فالخبث السائل يحمي من تأثير القوس الكهربي ويحفز من تكوين طبقة حامية على سطح البطانة الحرارية Slag Coating.

## الحصول على خبث جيد
- في فرن القوس الكهربي وأثناء الصب أضف كمية مناسبة من مزيلات الأكسدة لمعادلة تأثير الخبث المصبوب مع المعدن من الفرن والذي يسمى Slag Carry Over وأضف بعد انتهاء الصب من الفرن كمية من الجير أو الدولوميت (في حدود من 400 إلى 600 كجم جير) وذلك للحصول على خبث كريمي جيد.
- بعد دخول البوتقة تحت فرن البوتقة لاحظ الخبث المتكون على سطح الصبة واتبع ما يلي:

1. إذا كان الخبث سائلاً Watery أضف كمية من الجير سريعاً.
2. إذا كان الخبث جيداً Creamy استمر في المتابعة فلربما مع ارتفاع درجة الحرارة يصبح الخبث أكثر سيولة مرة أخرى.
3. إذا كان الخبث متصلباً Crusty لا تضف شيئاً ولكن قم بعمل القوس الكهربي إذا كانت عين المعدن Eye (الفتحة التي في طبقة الخبث مفتوحة) أما إذا كان القوس صعباً يمكنك إضافة بعض مساعدات الصهر.
4. إذا كان الخبث داكن اللون أو اسود أضف كمية من مزيلات الأكسدة (كربيد كالسيوم على سبيل المثال).

- عند أخذ أول عينة حرارة ومعدن لاحظ لون الخبث وعلى ضوئه قم بتحديد إستراتيجية العمل في المرحلة التالية.
- إذا كان الخبث لا يزال متأكسداً أضف كمية من الـ (فيروسيليكون أو ألومينيوم أو كربيد الكالسيوم) ويتوقف مقدار تلك الكمية على لون الخبث.
- قبل إرسال الصبة إلى الصب المستمر أضف آخر دفعة من الفلورسبار تحسباً لتجمد الخبث نتيجة مدة الانتظار العالية قبل الصب أو انخفاض درجة الحرارة.
- وعموماً إضافات فرن البوتقة لحماية بطانة منطقة الخبث يمكن أن تكون على هذا النحو (20 كجم فلورسبا في البداية ثم 400 كجم من الجير ثم مع نهاية المعالجة وقبل مغادرة الصبة نضيف 20 كجم فلورسبار أخرى).

### إضافة الفلورسبار
إضافة الفلورسبار أمر نسبي فإذا كان الصلب مقتول بالسيليكون وكان الخبث مشبعاً (قاعدياً) بشكل جيد فإنه يمكننا إضافة فلورسبار حتى 10% أما إضافة الفلورسبار في غياب الجير (بمعنى أن الخبث يكون غير مشبعا) فإن ذلك يزيد من تآكل الحراريات بشكل واضح وفي النهاية يرجع تقدير عملية إضافة الجير أو الفلورسبار ومقادير هذه الكميات إلى خبرة وقوة ملاحظة مشغل فرن البوتقة الجيدة.

## تأثير التقليب في فرن البوتقة
التقليب بالغاز (سواء الأرجون أو النيتروجين) يقلل من درجة حرارة الصبة نتيجة زيادة تعريض سطح الصبة للجو الخارجي.
كما أنه يفتح طبقة الخبث وبالتالي يتيح للإضافات اختراقها ونزولها في مصهور المعدن وكذلك فإن التقليب يسبب امتزاجاً لحظياً بين الخبث والمعدن وبالتالي يساعد في إزالة الكبريت بكفاءة أعلى.
ولكن التقليب بصورة غير سليمة أو لمدة أطول من اللازم يؤدي إلى تآكل شديد في بطانة منطقة الخبث وخصوصاً إذا كان الخبث غير متشبع جيداً (مع نقص كمية الجير).
قابلية مقاومة التبلل والتخلل.
من المعروف أنه كلما أمكن تقليل قابلية اختراق الخبث للجدار الحراري فإن فرصة التفاعل الكيميائي بينه وبين المادة الحرارية للجدار تصبح أقل وبالتالي التآكل الكيميائي يصبح أقل وهناك عدة طرق (غالباً تتعلق بالتحكم في خاصية التوتر السطحي سواء للمادة الحرارية أو للخبث) وذلك بغرض تقليل هذه القابلية والتي يطلق عليها (Slag Penetration) وهي كما يلي.
- التحكم في قابلية التبلل (Wet-ability) للخبث.
- تقليل قابلية التبلل (Wet-ability) للمادة الحرارية نفسها.
- تقليل كمية الفجوات المسامية الداخلية المتصلة (Inter-Connected Porosity) بالمادة الحرارية.
- التحكم في توزيع الفجوات المسامية للمادة الحرارية.
- تقليل سيولة الخبث عن طريق الإضافات القاعدية.
- تحسين عملية إزالة الخبث بشكل مناسب ومستمر.

## مزايا إضافة الكربون إلى حراريات المجنيزيا (مادة المجنيزيا - كربون)
والمجنيزيا – كربون بدأ استخدامها كمواد للتبطين في الصناعات الميتالورجية منذ بداية الخمسينيات وأحد أهم مزايا استخدام الكربون مع المجنيزيا كمادة حرارية هو تقليل قابلية تخلل الخبث للمادة الحرارية وذلك عن طريق تقليل قابلية التبلل (Wet-ability)

### مزايا أخرى لإضافة الكربون
- رفع درجة التوصيلية الحرارية للمادة الحرارية (Thermal Conductivity).
- عمل تدرج في الانتقال الحراري في سمك المادة الحرارية (Temperature Gradient).
- تقليل قابلية التبلل (Wet-ability) للمادة الحرارية وأوضح مثال لها هو قلة هذه القابلية للإلكترودات الجرافيت (وهي أيضا من الكربون وذلك أثناء تشغيل فرن القوس الكهربي وهذا يؤدي لعدم التصاق الخبث أو المعدن المتطاير بالإلكترونات أثناء عمل القوس الكهربي).

## موانع التأكسد في الحراريات
ولكن وجود الكربون في المجنيزيا – كربون قد يؤدي لأكسدته خصوصا خلال التعامل مع جو مؤكسد (غنى بالأكسيجين والأكاسيد) نظراً لشراهة الكربون للتفاعل مع الأكسيجين (شراهته العالية للتأكسد) لذا يضاف للمادة الحرارية ما يسمى بموانع التأكسد لكي تمنع تأكسد الكربون هذه الموانع لها شراهة للاتحاد مع الأكسجين بدرجة أكبر من شراهة الكربون لذلك، وبالتالي تتحد مع الأكاسيد التي لها جهد أكسيجيني عالي (High Potential Oxides) مثل أكسيد المنجنيز (MnO) وأكاسيد الحديد (FexOy) وتكون مركبات ذات درجة انصهار عالية بما يؤدي إلى تجمد الخبث أو زيادة درجة لزوجته وتقليل سيولته بما يقلل بالتالي من فرصة تخلله داخل جدار المادة الحرارية.
كما أن هذه الموانع تقلل من تآكل المادة الحرارية بفعل الـ (FexOy) بشكل خاص وبالتالي يقل معدل تأكسد الكربون بشكل عام. وهناك أنواع متعددة من هذه الموانع